# Irwiniella lindbergi
Irwiniella lindbergi är en tvåvingeart som beskrevs av Lyneborg 1976. Irwiniella lindbergi ingår i släktet Irwiniella och familjen stilettflugor. Inga underarter finns listade i Catalogue of Life.